# Batalla de Lutos
La batalla de Lutos formà part de la Ràtzia de 794 enviada per Hixam I contra el Regne d'Astúries.
El 794 dues columnes enviades per Hixam I assolaren el Regne d'Astúries, la comandada per Abd-al-Karim ibn Abd-al-Wàhid ibn Mughith atacava Àlaba sense problemes mentre que el seu germà Abd-al-Màlik ibn Abd-al-Wàhid ibn Mughith atacava el centre del regne conquerint i va assolant Oviedo, la nova capital d'Astúries. Quan tornava per la mateixa via que havia utilitzat per penetrar en el país, la calçada de la Mesa, se li va avançar Alfons II d'Astúries i en un lloc anomenat Lutos, entre Tinéu i Cangas de Tineo, va sorprendre i va aniquilar a l'exèrcit islamita.